# Ayvalı, Lüleburgaz
Ayvalı là một xã thuộc huyện Lüleburgaz, tỉnh Kırklareli, Thổ Nhĩ Kỳ. Dân số thời điểm năm 2011 là 616 người.